# Alisma subcordatum
Alisma subcordatum är en enhjärtbladig växtart som beskrevs av Constantine Samuel Rafinesque. Alisma subcordatum ingår i släktet kranssvaltingar, och familjen svaltingväxter. Inga underarter finns listade i Catalogue of Life.

## Bildgalleri

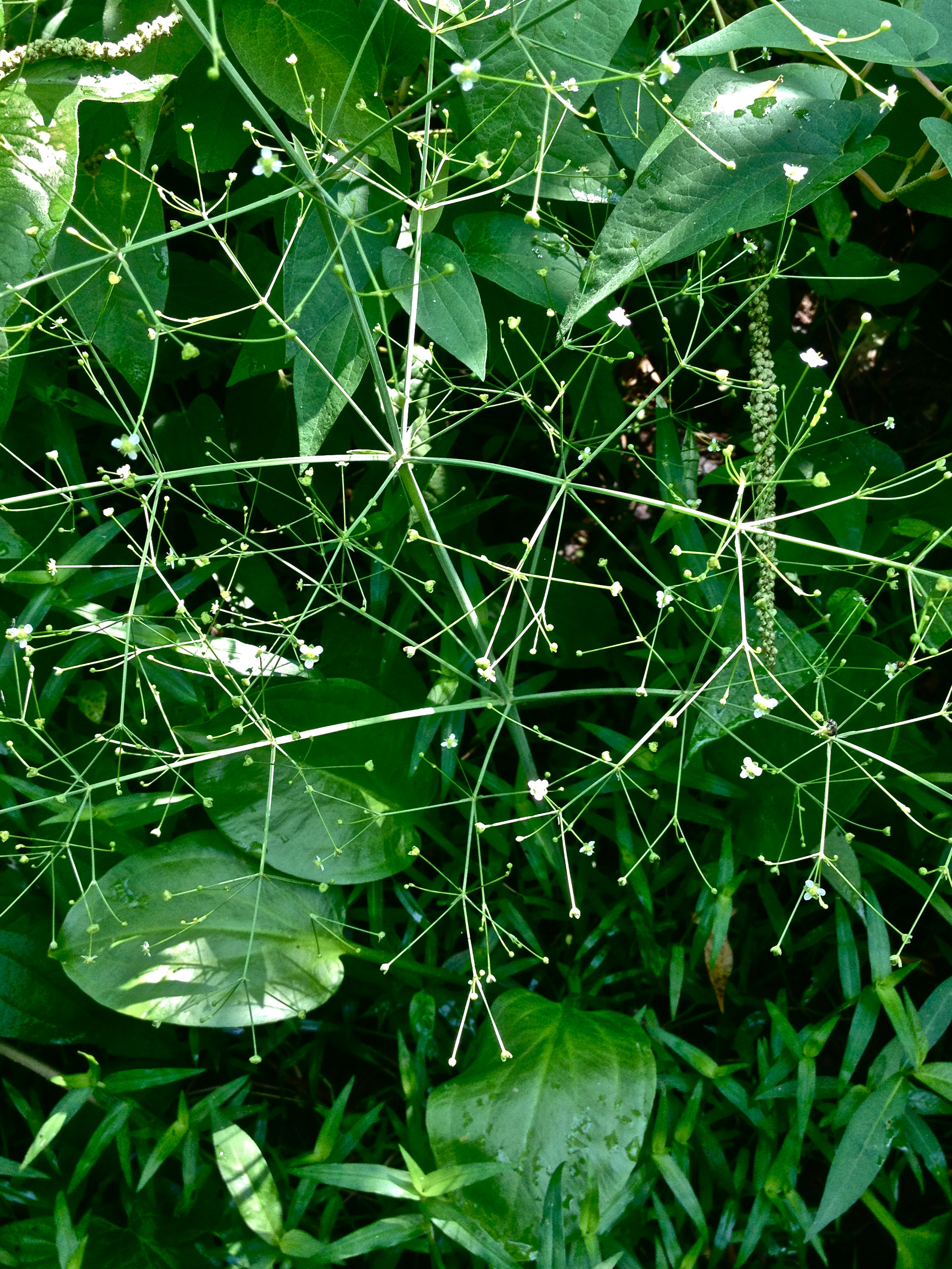
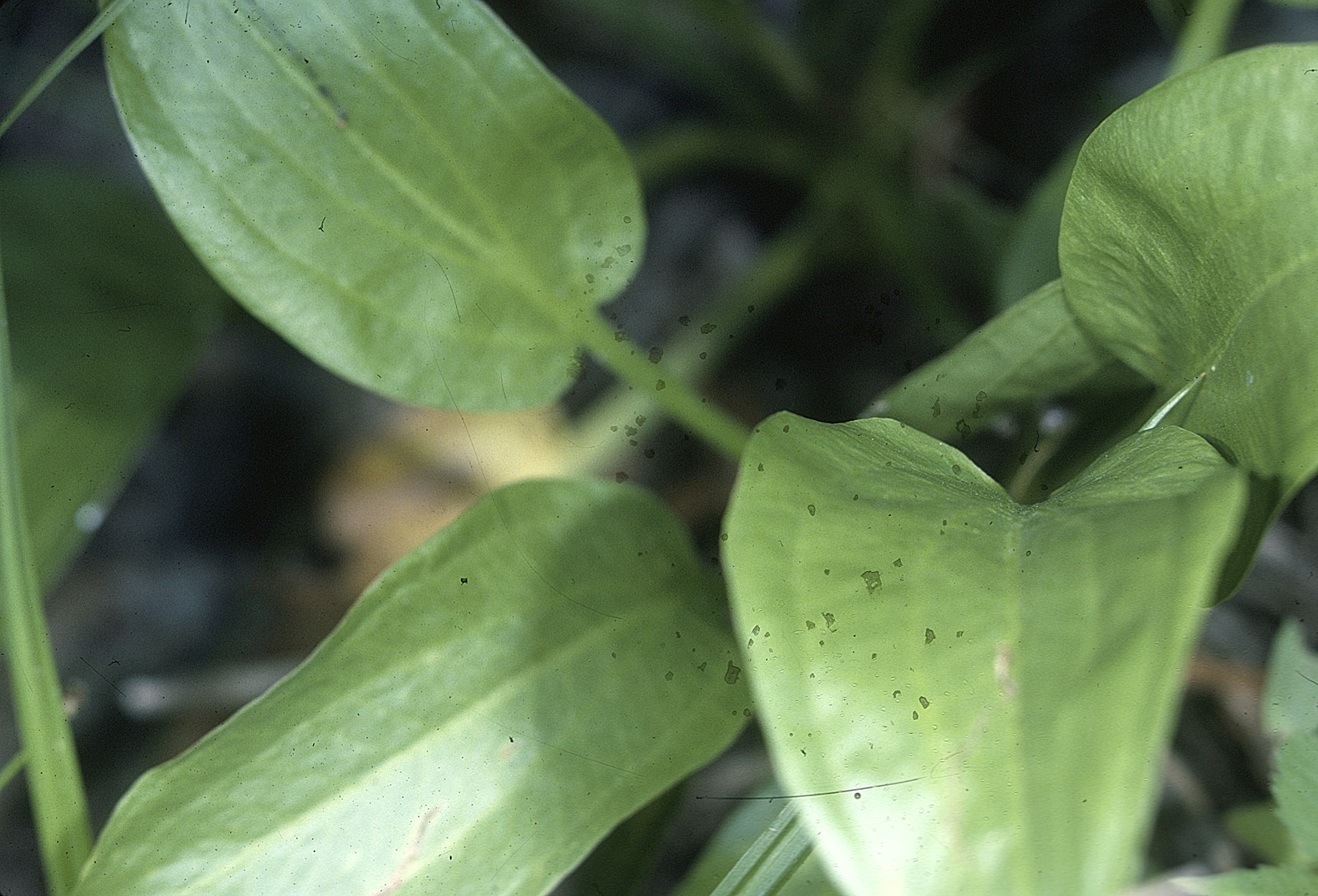